# تأثير إشعاعي

يوضح تقييم القوة الإشعاعية وحساسية المناخ المؤشرات الفيزيائية التي تساهم في تغيرات درجات الحرارة. مؤشرات المؤشرات الموضحة بأشرطة برتقالية تؤدي إلى ارتفاع درجة الحرارة (بسبب القوى الإشعاعية الإيجابية)، في حين أن المؤشرات الموضحة بأشرطة زرقاء تؤدي إلى انخفاض درجة الحرارة (بسبب القوى الإشعاعية السلبية).

التأثير الإشعاعي أو التأثير المناخي هو الفرق بين التشمس (ضوء الشمس) الذي تمتصه الأرض والطاقة المشعة إلى الفضاء. تسمى التغييرات في التوازن الإشعاعي للأرض، والتي تسبب ارتفاع أو انخفاض درجات الحرارة خلال فترات العقد، بالقوى المناخية. التأثير الإشعاعي الإيجابي يعني أن الأرض تتلقى طاقة واردة من ضوء الشمس أكثر مما تشع إلى الفضاء. هذا المكاسب الصافية للطاقة ستسبب الاحترار. على العكس من ذلك، يعني التأثير الإشعاعي السلبي أن الأرض تفقد المزيد من الطاقة إلى الفضاء أكثر مما تستقبله من الشمس ، مما ينتج التبريد. النظام في التوازن الحراري له تأثير إشعاعي صفري.

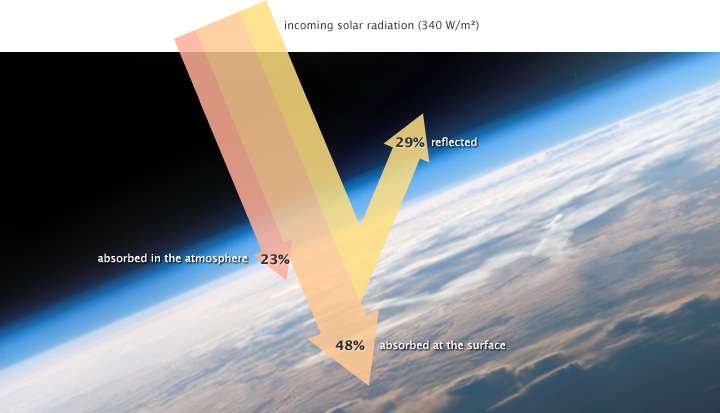
الإشعاع الشمسي الوارد

يتم تحديد التأثير الإشعاعي كميا بشكل هادف في التروبوبوز وفي الجزء العلوي من الستراتوسفير كتدفق للوات لكل متر مربع من سطح الأرض. يختلف التأثير الإشعاعي مع التشمس ، والتركيزات الجوية للغازات النشطة إشعاعيًا، والمعروفة باسم غازات الاحتباس الحراري والهباء الجوي.